# Оборонный мост
Оборо́нный мост — автодорожный железобетонный балочный мост через разлив реки Ижоры в Колпинском районе Санкт-Петербурга

## Расположение
Соединяет Заводской проспект и Оборонную улицу. Рядом расположен Колпинский парк.
Ниже по течению находится Большой Ижорский мост.

## Название
Среди возможных вариантов моста рассматривались Рубежный, Южный, Лангеловский, Новоижорский или мост имени Николая Дроздецкого. 29 марта 2018 года мост получил официальное название Оборонный, по наименованию Оборонной улицы. 

## История
Возведение моста через Ижорский пруд было предусмотрено ещё восходящими ко временам СССР версиями генерального плана Санкт-Петербурга, но актуальность строительства моста появилась после начала возведения в Колпино нового СИЗО «Кресты-2». 
Строительство моста входило в первый этап проекта реконструкция Оборонной улицы от Заводского проспекта до Лагерного шоссе. Кроме возведения моста, проектом также предусматривалась реконструкция Заводского проспекта и Оборонной улицы вблизи их примыкания к мосту. Заказчиком работ являлся СПб ГКУ «Дирекция транспортного строительства», генеральным проектировщиком — ГУП «ЛЕНГИПРОИНЖПРОЕКТ». Проект моста разработан Санкт-Петербургским филиалом «ПетербургГИПРОДОРНИИ» АО «ГИПРОДОРНИИ» (главный инженер проекта — А. А. Федореев). По итогам тендера на строительство победителем стала компания ЗАО «АБЗ-Дорстрой», цена контракта – 1,24 млрд рублей.
Строительные работы начались в ноябре 2014 года. Торжественное открытие моста состоялось 1 декабря 2016 года.
После открытия в 2019 году путепровода через железнодорожные пути Московского направления реконструкция Оборонной улицы была завершена.

## Конструкция
Мост девятипролётный железобетонный, балочно-разрезной системы. Схема моста: 18,0 + 8х33,0 м. Пролётное строение состоит из сборных железобетонных балок двутаврового сечения длиной 33,0 м и 18,0 м. В поперечном сечении железобетонные пролётные строения скомпонованы из 6 балок и объединены между собой омоноличиванием петлевых стыков. Шаг между балками 1,92м. Пролётные строения объединены участками (по 3 пролёта) в температурно-неразрезные плети. Мост имеет раздельные пролётные строения под каждое направление движения и раздельные опоры. Устои обсыпные из монолитного железобетона, на свайном основании. Промежуточные опоры стоечные из монолитного железобетона, на свайном основании. Стойки опор объединены по верху монолитным железобетонным ригелем. Общая длина моста составляет 286,1 м, ширина — 24,35 м (из них ширина проезжей части — 18 м и два тротуара по 1,5 м).
Мост предназначен для движения автотранспорта и пешеходов. Проезжая часть моста включает в себя 4 полосы для движения автотранспорта (по две в каждом направлении). Покрытие проезжей части и тротуаров — асфальтобетон. Тротуары отделены от проезжей части металлическим барьерным ограждением. Перильное ограждение металлическое сварное простого рисунка, с металлическими стойками. К устою опоры ОК1 примыкает железобетонная подпорная стенка на естественном основании.